# Richard Páez
Pour les articles homonymes, voir Páez.
Richard Alfred Páez Monzón, plus couramment appelé Richard Páez, né le 31 décembre 1952 à Mérida au Venezuela, est un footballeur international vénézuélien, aujourd'hui reconverti en entraîneur. Il est le père de Ricardo Páez.

## Biographie

### Équipe nationale
Richard Páez est convoqué pour la première fois en sélection en 1975. 
Il dispute deux Copa América : en 1975 et 1979.
Au total il compte 11 sélections en équipe du Venezuela entre 1975 et 1979.

### Entraîneur
Richard Páez a dirigé le Venezuela lors de la Copa América 2001 puis lors de la Copa América 2004 et enfin lors de la Copa América 2007.

## Palmarès

### Joueur
- Avec le Portuguesa FC
  - Champion du Venezuela en 1978

- Avec l'Unión Atlético Táchira
  - Champion du Venezuela en 1979

### Entraîneur
- Avec le Millonarios FC
  - Vainqueur de la Coupe de Colombie en 2011